# Forada
Forada és una població dels Estats Units a l'estat de Minnesota. Segons el cens del 2000 tenia 197 habitants.

## Demografia
Segons el cens del 2000, Forada tenia 197 habitants, 82 habitatges, i 63 famílies. La densitat de població era de 143,5 habitants per km².
Dels 82 habitatges en un 25,6% hi vivien nens de menys de 18 anys, en un 63,4% hi vivien parelles casades, en un 11% dones solteres, i en un 22% no eren unitats familiars. En el 14,6% dels habitatges hi vivien persones soles el 7,3% de les quals corresponia a persones de 65 anys o més que vivien soles. El nombre mitjà de persones vivint en cada habitatge era de 2,4 i el nombre mitjà de persones que vivien en cada família era de 2,63.
Per edats la població es repartia de la següent manera: un 20,8% tenia menys de 18 anys, un 6,6% entre 18 i 24, un 29,4% entre 25 i 44, un 27,4% de 45 a 60 i un 15,7% 65 anys o més.
L'edat mediana era de 43 anys. Per cada 100 dones de 18 o més anys hi havia 92,6 homes.
La renda mediana per habitatge era de 33.393 $ i la renda mediana per família de 34.286 $. Els homes tenien una renda mediana de 23.750 $ mentre que les dones 20.625 $. La renda per capita de la població era de 16.736 $. Entorn del 7,4% de les famílies i el 5,4% de la població estaven per davall del llindar de pobresa.

## Poblacions més properes
El següent diagrama mostra les poblacions més properes.